# Phillip Bellingham
Phillip Bellingham (* 24. Februar 1991 in Mount Beauty) ist ein australischer Skilangläufer.

## Werdegang
Bellingham nimmt seit 2009 am Australia/New Zealand Cup teil. Dabei holte er bisher 20 Siege und belegte 2011 und 2013 den dritten und 2014 den zweiten Platz in der Gesamtwertung. 2015, 2016, 2017, 2018, 2019, 2021 und 2024 gewann er diesen Cup. Sein erstes Weltcuprennen lief er im Januar 2012 in Mailand, welches er mit dem 67. Platz im Sprint beendete. Seine besten Platzierungen bei den nordischen Skiweltmeisterschaften 2013 im Val di Fiemme waren der 73. Platz im Sprint und der 25. Rang im Teamsprint. Im Januar 2014 erreichte er in Szklarska Poręba mit dem 37. Platz im Sprint, sein bisher bestes Weltcupeinzelergebnis. Seine besten Resultate bei den Olympischen Winterspielen 2014 in Sotschi waren der 55. Rang im Sprint und der 21. Platz im Teamsprint. Bei den nordischen Skiweltmeisterschaften 2015 in Falun belegte er den 75. Platz über 15 km Freistil, den 64. Rang im Sprint und den 23. Rang im Teamsprint. Seine besten Platzierungen bei den nordischen Skiweltmeisterschaften 2017 in Lahti waren der 43. Platz im Sprint und der 19. Rang zusammen mit Paul Kovacs im Teamsprint. Im Januar 2018 holte er in Dresden mit dem 30. Platz im Sprint seinen ersten Weltcuppunkt. Seine besten Resultate bei den Olympischen Winterspielen in Pyeongchang waren der 56. Platz im 50-km-Massenstartrennen und der 25. Platz zusammen mit Callum Watson im Teamsprint. Bei den nordischen Skiweltmeisterschaften 2019 in Seefeld in Tirol lief er auf den 64. Platz im Sprint. Seine besten Ergebnisse bei den nordischen Skiweltmeisterschaften 2021 in Oberstdorf waren der 47. Platz im 50-km-Massenstartrennen sowie der 17. Rang zusammen mit Seve de Campo im Teamsprint und bei den Olympischen Winterspielen 2022 in Peking der 50. Platz im Sprint sowie der 22. Rang im Teamsprint. Bei den nordischen Skiweltmeisterschaften 2023 in Planica lief er auf den 60. Platz im Sprint und auf den 56. Rang im Skiathlon.

## Siege bei Continental-Cup-Rennen
| Nr. | Datum           | Ort             | Disziplin        | Serie                     |
| --- | --------------- | --------------- | ---------------- | ------------------------- |
| 1.  | 2. August 2014  | Perisher Valley | Sprint klassisch | Australia/New Zealand Cup |
| 2.  | 16. August 2014 | Falls Creek     | Sprint Freistil  | Australia/New Zealand Cup |
| 3.  | 25. Juli 2015   | Perisher Valley | Sprint Freistil  | Australia/New Zealand Cup |
| 4.  | 15. August 2015 | Falls Creek     | Sprint klassisch | Australia/New Zealand Cup |
| 5.  | 16. August 2015 | Falls Creek     | 15 km Freistil   | Australia/New Zealand Cup |
| 6.  | 20. August 2016 | Falls Creek     | Sprint Freistil  | Australia/New Zealand Cup |
| 7.  | 21. August 2016 | Falls Creek     | 15 km klassisch  | Australia/New Zealand Cup |
| 8.  | 22. Juli 2017   | Perisher Valley | Sprint Freistil  | Australia/New Zealand Cup |
| 9.  | 19. August 2017 | Falls Creek     | Sprint klassisch | Australia/New Zealand Cup |
| 10. | 20. August 2017 | Falls Creek     | 15 km Freistil   | Australia/New Zealand Cup |
| 11. | 21. Juli 2018   | Perisher Valley | Sprint klassisch | Australia/New Zealand Cup |
| 12. | 19. August 2018 | Falls Creek     | 10 km klassisch  | Australia/New Zealand Cup |
| 13. | 27. Juli 2019   | Falls Creek     | Sprint klassisch | Australia/New Zealand Cup |
| 14. | 28. Juli 2019   | Falls Creek     | 15 km Freistil   | Australia/New Zealand Cup |
| 15. | 17. August 2019 | Perisher Valley | Sprint Freistil  | Australia/New Zealand Cup |
| 16. | 18. August 2019 | Perisher Valley | 10 km klassisch  | Australia/New Zealand Cup |
| 17. | 7. August 2021  | Perisher Valley | Sprint Freistil  | Australia/New Zealand Cup |
| 18. | 8. August 2021  | Perisher Valley | 15 km klassisch  | Australia/New Zealand Cup |
| 19. | 31. Juli 2022   | Falls Creek     | 15 km Freistil   | Australia/New Zealand Cup |
| 20. | 28. Juli 2024   | Falls Creek     | 15 km Freistil   | Australia/New Zealand Cup |

## Teilnahmen an Weltmeisterschaften und Olympischen Winterspielen

### Olympische Spiele
- 2014 Sotschi: 21. Platz Teamsprint klassisch, 55. Platz Sprint Freistil, 76. Platz 15 km klassisch
- 2018 Pyeongchang: 25. Platz Teamsprint Freistil, 56. Platz 50 km klassisch Massenstart, 65. Platz Sprint klassisch, 77. Platz 15 km Freistil
- 2022 Peking: 22. Platz Teamsprint klassisch, 50. Platz Sprint Freistil, 53. Platz 50 km Freistil Massenstart, 63. Platz 30 km Skiathlon, 75. Platz 15 km klassisch

### Nordische Skiweltmeisterschaften
- 2013 Val di Fiemme: 25. Platz Teamsprint Freistil, 73. Platz Sprint klassisch, 93. Platz 15 km Freistil
- 2015 Falun: 23. Platz Teamsprint Freistil, 64. Platz Sprint klassisch, 75. Platz 15 km Freistil
- 2017 Lahti: 19. Platz Teamsprint klassisch, 43. Platz Sprint Freistil, 56. Platz 50 km Freistil Massenstart, 60. Platz 15 km klassisch
- 2019 Seefeld in Tirol: 64. Platz Sprint Freistil
- 2021 Oberstdorf: 17. Platz Teamsprint Freistil, 47. Platz 50 km klassisch Massenstart, 61. Platz 30 km Skiathlon, 66. Platz Sprint klassisch, 81. Platz 15 km Freistil
- 2023 Planica: 56. Platz 30 km Skiathlon, 60. Platz Sprint klassisch
- 2025 Trondheim: 60. Platz 50 km Freistil Massenstart, 63. Platz Sprint Freistil, 87. Platz 20 km Skiathlon